# Связанные насмерть (сериал)
«Связанные насмерть» (англ. Dead Ringers) — американский драматический телесериал. Сюжет основан на одноимённом фильме Дэвида Кроненберга 1988 года. Премьера состоялась на сервисе Amazon Prime Video 21 апреля 2023 года.

## Сюжет
В центре сюжета сёстры-близнецы Эллиот и Беверли Мэнтл «у которых есть всё: наркотики, любовники и страстное желание сделать всё, что потребуется — включая раздвижение границ медицинской этики — в попытке бросить вызов устаревшей практике и вывести на передний план заботу о здоровье женщин».

## В ролях
- Рэйчел Вайс — Эллиот и Беверли Мэнтл, гинекологи-близнецы.
- Майкл Чернус — Том
- Поппи Лю — Грета
- Бритни Олдфорд — Женевьева
- Джереми Шамос — Джозеф
- Дженнифер Эль — Ребекка
- Эмили Мид — Сьюзен

## Эпизоды
| № | Название | Режиссёр                     | Автор сценария        | Дата премьеры  |
| - | -------- | ---------------------------- | --------------------- | -------------- |
| 1 | TBA      | Шон Дуркин                   | Элис Берч             | 21 апреля 2023 |
| 2 | TBA      | Шон Дуркин                   | Элис Берч             | 21 апреля 2023 |
| 3 | TBA      | Карена Эванс                 | Минг Пайффер          | 21 апреля 2023 |
| 4 | TBA      | Лорен Волкштейн              | Рейчел Де-Лахай       | 21 апреля 2023 |
| 5 | TBA      | Карин Кусама                 | Мириам Батти          | 21 апреля 2023 |
| 6 | TBA      | Шон Дуркин и Лорен Волкштейн | Сьюзен Сун Хе Стэнтон | 21 апреля 2023 |

## Производство
В августе 2020 года стало известно, что компания Amazon Prime Video заказала производство сериала, основанного на фильме Дэвида Кроненберга 1988 года «Связанные насмерть». Продюсировать сериал будет компания Annapurna Television, а Элис Берч выступит сценаристом и исполнительным продюсером. Шон Дуркин, Лорен Волкштейн и Карин Кусама будут режиссёрами сериала.
Главную роль в сериале сыграет Рэйчел Вайс. В июле 2021 года было объявлено, что Майкл Чернус присоединился к актёрскому составу сериала. В августе 2021 года было объявлено, что Поппи Лиу, Бритн Олдфорд, Джереми Шамос, Дженнифер Эль и Эмили Мид присоединились к актерскому составу.
Съёмки начались в августе 2021 года в Нью-Йорке.
Премьера всех шести эпизодов сериала состоялась 21 апреля 2023 года.